# 大眼独特蚤
大眼独特蚤（学名：Dadaya macrops）为盘肠蚤科独特蚤属的动物。分布于斯里兰卡、马来西亚、新加坡、泰国、拉丁美洲、北美洲以及中国大陆的广西、浙江、湖北、云南等地，常栖息于湖泊沿岸区和池塘等小型水域的草丛中。